# Diocèse de Bielle
Le diocèse de Bielle (en latin : Dioecesis Bugellensis ; en italien : Diocesi di Biella) est un diocèse de l'Église catholique en Italie, suffragant de l'archidiocèse de Verceil et appartenant à la région ecclésiastique du Piémont.

## Territoire
Le diocèse est situé sur une partie de la province de Bielle, l'autre partie de la province étant dans l'archidiocèse de Verceil. Il possède aussi la commune de Carisio située dans la province de Verceil, le reste de cette province étant géré par l'archidiocèse de Verceil et les diocèses de Novare et d'Ivrée. 
Il a une superficie de 804 km2 avec 114 paroisses regroupées en 8 archidiaconés. L'évêché est dans la ville de Bielle avec la cathédrale saint Étienne. 
Sur son territoire se trouve le Mont Sacré d'Oropa avec le sanctuaire d'Oropa, un des neuf Sacri Monti du Piémont et de Lombardie inscrit au patrimoine mondial. Le diocèse possède deux autres monts sacrés, celui de Graglia et d'Andorno.

## Histoire
Le territoire du diocèse est évangélisé par saint Eusèbe au IVe siècle. Bielle est le siège d'un chapitre important dont nous avons des documents à partir du XIIe siècle. Après avoir établi la province civile de Bielle au sein du royaume de Sardaigne, Charles-Emmanuel III demande l'érection d'un nouveau diocèse auprès du Saint-Siège.
Le diocèse est érigé le 1er juin 1772 par le pape Clément XIV avec la bulle Praecipua demandati, en prenant une partie du territoire du diocèse de Verceil. L'inauguration solennelle du diocèse est achevée les 4 et 5 juillet de la même année par l'évêque d'Ivrée Giuseppe Ottavio Pochettini. À l'origine, le diocèse est suffragant de l'archidiocèse de Turin.
Le premier évêque du nouveau diocèse est Giulio Cesare Viancini, transféré du siège de Sassari. Il transforme le séminaire de la collégiale de Santo Stefano, fondé en 1524, en séminaire diocésain et achète le palais Sapellani, adjacent à la cathédrale, comme palais épiscopal.
À l'occasion de la réorganisation des diocèses piémontais voulue par Napoléon Bonaparte, le diocèse de Bielle est supprimé par le pape Pie VII le 1er juin 1803 avec la bulle Gravissimis causis adducimur et réintégré à Verceil. Il est rétabli par le pape Pie VII avec la bulle Beati Petri du 17 juillet 1817, et à cette occasion, le diocèse de Bielle intègre la nouvelle province ecclésiastique de l'archidiocèse de Verceil et acquiert la physionomie territoriale actuelle.
Après la restauration du diocèse, Bernardino Bollati est nommé évêque ; il organise le premier synode diocésain en 1825. Parmi les instituts religieux supprimés à l'époque napoléonienne, seuls les prêtres de l'oratoire et l'ordre des frères mineurs reviennent. En revanche, les congrégations religieuses féminines sont plus nombreuses. Au XIXe siècle, les Filles de Marie-Auxiliatrice, les rosminiennes et les sœurs de Cottolengo s'installent dans le diocèse.

## Évêques
- Giulio Cesare Viancini (1772-1796)
- Giovanni Battista Canaveri, C.O (1797-1803)
  - Siège supprimé (1803-1817)
- Bernardino Bollati, O.F.M.Obs (1818-1828)
- Placido Maria Tadini, O.C.D (1829-1832) nommé archevêque de Gênes
- Giovanni Pietro Losana (1833-1873)
- Basilio Leto (it) (1873-1885) nommé évêque titulaire de Sébaste-en-Palestine (de)
- Domenico Cumino (1886-1901)
- Giuseppe Gamba (1901-1906) nommé évêque de Novare
- Giovanni Andrea Masera (1906-1912) nommé évêque titulaire d'Hemeria (de)
- Natale Serafino (1912-1917) nommé évêque de Chiavari
- Giovanni Garigliano (1917-1936)
- Carlo Rossi (1936-1972)
- Vittorio Piola (1972-1986)
- Massimo Giustetti (1986-2001)
- Gabriele Mana (2001-2018)
- Roberto Farinella (2018- )

## Sources
- (en) Catholic-Hierarchy

### Articles liés
- Liste des diocèses et archidiocèses d'Italie